# Imogene (Iowa)
Imogene è un comune degli Stati Uniti d'America, situato nello Stato dell'Iowa, nella contea di Fremont.